# Poropuntius normani
Poropuntius normani är en fiskart som beskrevs av Smith, 1931. Poropuntius normani ingår i släktet Poropuntius och familjen karpfiskar. IUCN kategoriserar arten globalt som livskraftig. Inga underarter finns listade i Catalogue of Life.